# Liberum veto
Het liberum veto was een principe in de Sejm, het parlement van het Pools-Litouwse Gemenebest, dat het een enkele parlementariër toestond om een wetsvoorstel van de agenda te verwijderen, door het uitspreken van de woorden "nie pozwalam" (ik sta het niet toe). De herhaaldelijke toepassing van dit vetorecht heeft uiteindelijk geleid tot de ondergang van de Pools-Litouwse adelsrepubliek.